# Cinara contortae
Cinara contortae är en insektsart som beskrevs av Hottes 1958. Cinara contortae ingår i släktet Cinara och familjen långrörsbladlöss. Inga underarter finns listade i Catalogue of Life.